# Сайдинг
Са́йдинг (англ. siding, від to side — «перебувати збоку»), або облицювання стін — це захисний матеріал на зовнішній стороні стіни будинку чи іншої будівлі. Поряд із дахом він формує першу лінію захисту від стихії, головне, сонця, дощу/снігу, тепла та холоду, створюючи тим самим стабільну, більш комфортну обстановку на внутрішній стороні. Матеріал та стиль сайдинга також можуть підсилити або погіршити красу будівлі. Існує широке розмаїття різноманітних матеріалів, як природних, так і штучних, кожен має свої переваги та недоліки. Кам'яна кладка як така не потребує сайдингу, але будь-яка стіна може бути облицьована.
Сайдинг вперше стали використовувати в Північній Америці у XIX столітті. Стругані і фарбовані дерев'яні дошки прибивали до стіни під кутом таким чином, щоб наступний горизонтальний шар трохи нависав над попереднім — при такому розташуванні дощок вода скочувалася з облицювання. Таку обшивку стали називати сайдингом.